# Potjes
Potjes is een veldnaam die gelegen is tussen Zuidzande en Cadzand.
Feitelijk is Potjes een kruispunt met rotonde, waar de Provincialeweg van Sluis naar Nieuwvliet, de Mariastraat naar Zuidzande, en de Zuidzandseweg naar Cadzand bij elkaar komen. Het is ook al decennialang de naam van de nabijgelegen bushalte en overstapplaats.
In de omtrek liggen enkele boerderijen. Potjes is wellicht vernoemd naar de herberg Het Potje dat rond 1857 nog bij de kruising lag. Bij deze herberg werd onder andere post opgeslagen.
Aan Potjes als postkoetshalte zonder bebouwing in de directe omgeving herinnert nog de Zeeuws-Vlaamse uitdrukking An Potjes uutgeschud worre, die 'stranden in een afgelegen plaats' betekent.
Steden: Aardenburg · IJzendijke · Oostburg · Sint Anna ter Muiden · Sluis

Dorpen: Breskens · Cadzand · Eede · Groede · Hoofdplaat · Nieuwvliet · Retranchement · Schoondijke · Sint Kruis · Waterlandkerkje · Zuidzande

Buurtschappen: Akkerput · Bakkersdam · Balhofstede · Biezen · Boerenhol · Braamhul · De Brabander · De Bracke · Cadzand-Bad · Cathelijneschans/Schans · Dam · De Dam · Draaibrug · Halve Maantje · Hans Vriezeschans · Het Eiland · Goedleven · Groeneboomgaard · Grootendam/De Hoogedam · Heille · Hoogendijk · Hoogeweg · Kapitalendam · Ketelaarstraat · Klakbaan · Klein-Brabant · Konijnenberg · Koninginnehaven · Kruisdijk · Kruishoofd · Maagdenberg · Maagd van Gent (deels) · Maaidijk · Marollenput · Moershoofde (deels) · Moleke (deels) · Molentje · Mollekot (deels) · De Munte · Nieuwesluis · Nieuwland · Nieuwvliet-Bad · Nolle · Nummer Een · Oostburgsche Brug · Oosthoek (deels) · Oudeland · Oudemenne · De Pas · Plankenpoortje · Plakkebord · De Platluis · Polderstraat/Steenoven · 't Poldertje · Ponte · Ponte-Avancé · Pyramide · Rijksweg · Ronduit · Roodenhoek · Sasput · Scherpbier · Sint Pieter · Slepershaven/Slapershaven · Slijkplaat · Slikkenburg · Sluissche Veer · Smedekensbrugge · Spitsbroek · Steenhoven · Steenoven · Stenen Heule · Stroopuit · Terhofstede · Ter-Moere · Tol (Schoondijke) · Tol (Waterlandkerkje) · De Tol · Tragel · Turkeye · Valeiskreek · Veldzicht · Veldzicht (deels) · De Verkorting · Verklikker · Vuilpan · Wafeldorp · Waterhoek · Waterloo · Zandertje · Het Zwindorp

Historische plaatsen: De Keizer · Oude Stad (Aardenburg) · Pannenhuis · Potjes

Zeeland: Steden en dorpen in Zeeland      Nederland: Provincies · Gemeenten